# Альбон-д’Ардеш
Альбо́н-д’Арде́ш (фр. Albon-d'Ardèche, окс. Aubon d'Ardecha) — коммуна во Франции, находится в регионе Рона — Альпы. Департамент коммуны — Ардеш. Входит в состав кантона Сен-Пьервиль. Округ коммуны — Прива.
Код INSEE коммуны — 07006.

## Население
Население коммуны на 2008 год составляло 158 человек.
| 1962 | 1968 | 1975 | 1982 | 1990 | 1999 | 2008 |
| ---- | ---- | ---- | ---- | ---- | ---- | ---- |
| 212  | 276  | 232  | 180  | 173  | 165  | 158  |

## Экономика

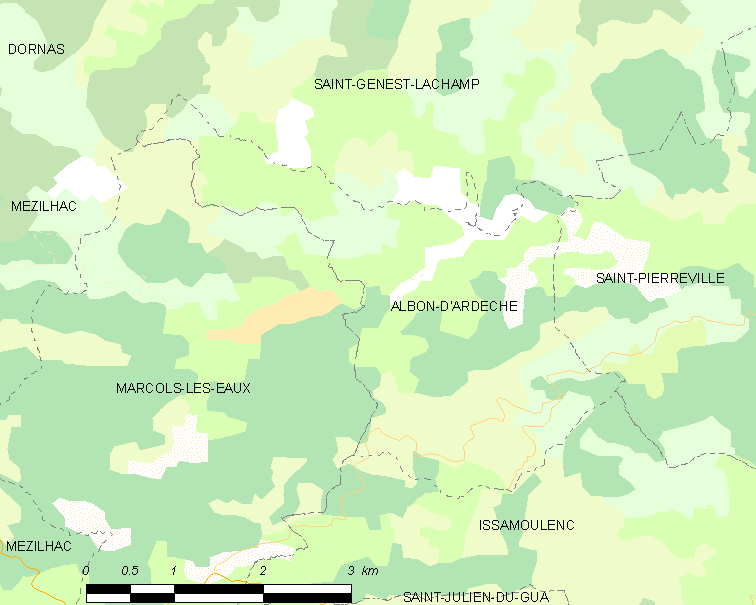
Карта коммуны

В 2007 году среди 84 человек в трудоспособном возрасте (15—64 лет) 57 были экономически активными, 27 — неактивными (показатель активности — 67,9 %, в 1999 году было 60,6 %). Из 57 активных работали 50 человек (32 мужчины и 18 женщин), безработных было 7 (5 мужчин и 2 женщины). Среди 27 неактивных 5 человек были учениками или студентами, 13 — пенсионерами, 9 были неактивными по другим причинам.